# Тернопільський національний медичний університет імені І. Я. Горбачевського
Тернопільський національний медичний університет імені І. Я. Горбачевського — заклад вищої освіти у Тернополі.

## Історія[1]
Тернопільський медичний інститут засновано в 1957 році відповідно до постанови Ради Міністрів УРСР № 343 від 12 квітня 1957 року. Першим директором (ректором) інституту став Петро Огій, проректором — Арсен Мартинюк. Рішенням Тернопільської обласної ради інституту було виділено два навчальні корпуси та два гуртожитки. Клінічною базою стала міська лікарня, яка одночасно виконувала функції обласної. Водночас розпочалося будівництво морфологічного корпусу, обласної лікарні та ще одного гуртожитку. В інституті було відкрито 19 кафедр, на яких працювало 66 викладачів, серед них — 1 доктор наук і 17 кандидатів наук. Науковцями інституту стали Костянтин Кованов, Ростислав-Юрій Коморовський, Анатолій Локай, Іван Ситник, Микола Скакун, Євген Гончарук.
Навчання в інституті розпочалося 1 вересня 1957 року. Було організовано три курси, де навчалося 624 студенти: на I курс зарахували 210, на II і III курси — відповідно 120 і 224 студентів, добровільно переведених з медичних інститутів України, Росії та інших республік тодішнього СРСР. У 1959 році відбувся перший науковий форум на базі інституту — виїзна конференція Українського товариства патофізіологів. У жовтні 1960 року на базі інституту було проведено VII пленум Наукового товариства хірургів України. Інститут запрацював як педагогічний, науковий, лікувальний, культурно-освітній осередок області.
У 1960—1961 роках уведено в дію морфологічний корпус, завершено будівництво основної клінічної бази інституту — обласної лікарні, відкрито обласну поліклініку. В інституті навчалося 1360 студентів, функціонувало 30 кафедр, на яких працювало 148 викладачів, у тому числі 7 докторів і 66 кандидатів наук. Перший випуск 203 лікарів відбувся в червні 1961 року. Згодом 8 осіб із цього випуску одержало ступінь доктора, а 19 — кандидата медичних наук.
Чимало нового в діяльності інституту з'явилося і в наступні роки. За перші 10 років існування інституту побудовано 2 гуртожитки, віварій з лабораторіями. На базі інституту проводилися різнопрофільні республіканські наукові конференції. У 1969 році відкрито підготовче відділення. Для оздоровлення студентів і викладачів у с. Більче-Золоте Борщівського району в 1972 році побудовано спортивно-оздоровчий табір «Берізка». У 1971 році завершено будівництво спортивного корпусу, в 1989 — відкрито профілакторій. Від 1979 р. в інституті, окрім діючого лікувального, відкрито факультет післядипломної підготовки лікарів, створено навчальні музеї кафедри біології та кафедри анатомії людини. У 1982 р. почав діяти музей історії інституту. Побудовано 2 нових гуртожитки на 1000 місць. У 1989 р. відкрито Центральну науково-дослідну лабораторію. В інституті в цей час навчалося понад 2500 студентів, лікарів-курсантів та інтернів. На 36 кафедрах працювало 310 викладачів, серед яких — 27 докторів та 207 кандидатів наук. Третину викладачів інституту становили його випускники.
Із здобуттям Україною незалежності відкрилися нові можливості для розвитку інституту, входження його в ринкові відносини, в європейський освітній простір. Постановою Кабінету Міністрів України № 303 від 1 липня 1992 р. інституту присвоєно ім'я Івана Яковича Горбачевського. У 1994 році інститут акредитований за IV (найвищим) рівнем. Отримано ліцензію на прийом 400 студентів на медичний факультет. У цьому ж році було відкрито навчальний ботанічний сад лікарських рослин. У 1995 році відкрито медсестринський факультет. Постановою Кабінету Міністрів України № 92 30 січня 1997 року інституту надано статус медичної академії. Від 1997 року при академії функціонує спеціалізована рада із захисту дисертацій зі спеціальностей «Хірургія», «Нормальна анатомія» (медичні й біологічні науки) і «Патологічна фізіологія», від 2004 — «Педіатрія, акушерство і гінекологія». У 1999 році академія успішно пройшла переатестацію на підтвердження IV рівня акредитації. У 2000 році вперше проведено прийом на фармацевтичний факультет, який розпочав підготовку провізорів, а від 2001 — клінічних провізорів та провізорів-косметологів. У 2000 році медсестринський факультет було реорганізовано у факультет бакалаврату і молодших спеціалістів медицини, а у 2002 — в медичний коледж.
Від 1997 року на всіх курсах, а також у клінічній ординатурі, розпочалось навчання іноземних громадян. Від 1998 року діє підготовче відділення для іноземців та осіб без громадянства.
У 1998 році відремонтовано, обладнано і реорганізовано у спортивно-оздоровчу базу для відпочинку студентів і викладачів колишній спортивно-оздоровчий табір «Берізка». У 2001 році придбано нову спортивно-оздоровчу базу «Червона калина» у Теребовлянському районі Тернопільської області.

За підсумками рейтингової оцінки всіх видів діяльності у 2000 році академія посіла 3-є місце серед вищих медичних навчальних закладів України IV рівня акредитації. Розпорядженням Кабінету Міністрів України № 831-р від 17 листопада 2004 року академію реорганізовано в Тернопільський державний медичний університет імені І. Я. Горбачевського.
За останні 15 років зміцнено матеріально-технічну база університету: комп'ютеризовано всі кафедри та бібліотеку університету, створено 39 комп'ютерних класів з вільним доступом до мережі Інтернет. Створено видавництво «Укрмедкнига» з власним поліграфічним комплексом.
У 2010—2011 роках реконструйовано, оснащено і відкрито 5 університетських навчально-практичних центрів первинної медико-санітарної допомоги в селах Зарубинці Збаразького району, Гнилиці Підволочиського району, Великий Говилів Теребовлянського району, Увисла та Кокошинці Гусятинського району Тернопільської області.
У 2014 році з ініціативи керівництва університету на базі Тернопільської загальноосвітньої школи № 15 створено медичний ліцей.
У 2015 році університет став членом Європейської асоціації університетів (EUA), а в 2016 році — увійшов до Балтійської університетської програми (BUP).
У 2015—2016 навчальному році за Законом України «Про вищу освіту», навчальний процес в університеті переформатовано з кредитно-модульної на Європейську трансферно-накопичувальну систему (ЄКТС).
У 2016 році, відповідно до нового переліку галузей знань та спеціальностей, університет розпочав підготовку фахівців з вищою освітою за першим (бакалаврським) рівнем зі спеціальностей «Фізична реабілітація» та «Медсестринство»; за другим (магістерським рівнем) зі спеціальностей «Медицина», «Фармація», «Стоматологія» та «Медсестринство»; за третім (освітньо-науковим рівнем) зі спеціальностей «Медицина», «Фармація», «Стоматологія» «Біологія», «Медсестринство».
У 2016 р. в приміщенні університетської бібліотеки завершено капітальний ремонт. Умебльовано та оснащено комп'ютерною та оргтехнікою читальні зали.
27 вересня 2016 р. в університеті відкрито навчально-практичний центр симуляційного навчання. Майбутні медики отримали змогу відпрацьовувати тут практичні навички. У майбутньому центр виконуватиме не тільки освітні функції, а й стане базою для вишколу представників правоохоронних органів, силових структур тощо.У Тернополі обговорили стратегічні напрямки медичного забезпечення у системі ДСНС. Головне управління ДСНС у Тернопільській області.
З 2016 року на базі НОК «Червона калина» проводяться вишколи волонтерів-медиків з різних областей України, головна мета яких — підготовка кваліфікованих фахівців-інструкторів для надання допомоги в зоні проведення ООС. Здійснюється теоретична та практична підготовка студентів-інструкторів з домедичної допомоги.
5 квітня 2017 року відкрито стоматологічний відділ університетської клініки. У відділенні тернополянам та жителям області безкоштовно надають послуги діагностики, здійснюють профілактичні огляди та санацію, а також профілактичну гігієну порожнини рота. Крім того кваліфіковані фахівці займаються прицільним рентгенологічним та ортопантомографічним дослідженням щелепнолицевої ділянки, лікуванням карієсу, хвороб пародонта, захворювань слизової оболонки, а також операціями з видалення зубів та протезуванням.
У листопаді 2017 року відкрито навчальну аптеку. На її базі студенти мають змогу вивчати дисципліни: «Вступ у фармацію» (I курс), «Організація та економіка фармації» (IV курс), «Медичне та фармацевтичне товарознавство» (IV—V курс), «Організація та регулювання діяльності підприємців фармації» (V курс).
Враховуючи загальнодержавне і міжнародне визнання результатів діяльності, вагомий внесок у розвиток національної медичної та фармацевтичної освіти і науки, Указом Президента України № 146/2019 від 17 квітня 2019 р. Тернопільському державному медичному університету імені І. Я. Горбачевського надано статус національного.

## Структура університету

### Факультети
- медичний (лікувальна справа);
- фармацевтичний (фармація, промислова фармація);
- стоматологічний;
- іноземних студентів;
- післядипломної освіти.

### Навчально-наукові інститути
- морфології;
- медико-біологічних проблем;
- фармакології, гігієни та медичної біохімії ім. М. П. Скакуна;
- моделювання та аналізу патологічних процесів;
- медсестринства (сестринська справа — бакалавр, лабораторна діагностика — бакалавр, сестринська справа — молодший спеціаліст).

### Навчально-практичні центри первинної медико-санітарної допомоги
Навчально-практичні центри первинної медико-санітарної допомоги (НПЦПМСД) створені відповідно до ст. 30 та ст. 63 Закону України «Про вищу освіту» в таких населених пунктах Тернопільської області:
- Зарубинці (Збаразький район);
- Гнилиці (Підволочиський район);
- Великий Говилів (Теребовлянський район);
- Увисла (Гусятинський район);
- Кокошинці (Гусятинський район).

### Кафедри
В університеті діє 57 кафедр.

#### Медичний факультет
Інститут морфології
- Кафедра анатомії людини
- Кафедра патологічної анатомії з секційним курсом та судовою медициною
- Кафедра гістології та ембріології
- Кафедра оперативної хірургії та топографічної анатомії
- Кафедра медичної інформатики

Інститут медико-біологічних проблем
- Кафедра медичної біології
- Кафедра мікробіології, вірусології та імунології
- Кафедра фізіології з основами біоетики та біобезпеки
- Кафедра соціальної медицини, організації та економіки охорони здоров'я з медичною статистикою
- Кафедра фізичної реабілітації, здоров'я людини та фізичного виховання

Інститут фармакології, гігієни та медичної біохімії імені М. П. Скакуна
- Кафедра медичної біохімії
- Кафедра фармакології з клінічною фармакологією
- Кафедра загальної гігієни та екології

Інститут моделювання та аналізу патологічних процесів
- Кафедра патологічної фізіології
- Кафедра медицини катастроф та військової медицини
- Кафедра медичної фізики діагностичного та лікувального обладнання
- Кафедра педагогіки вищої школи та суспільних дисциплін
- Кафедра української мови
- Кафедра іноземних мов

Клінічні кафедри
- Кафедра пропедевтики внутрішньої медицини та фтизіатрії
- Кафедра внутрішньої медицини № 1
- Кафедра внутрішньої медицини № 3
- Кафедра функціональної і лабораторної діагностики
- Кафедра медичної реабілітації
- Кафедра первинної медико-санітарної допомоги та загальної практики-сімейної медицини
- Кафедра невідкладної та екстреної медичної допомоги
- Кафедра інфекційних хвороб з епідеміологією, шкірними та венеричними хворобами
- Кафедра неврології
- Кафедра психіатрії, наркології та медичної психології
- Кафедра дитячих хвороб з дитячою хірургією
- Кафедра загальної хірургії
- Кафедра хірургії № 1 з урологією, малоінвазивною хірургією та нейрохірургією імені професора Л. Я. Ковальчука
- Кафедра травматології та ортопедії з військово-польовою хірургією
- Кафедра анестезіології та інтенсивної терапії
- Кафедра оториноларингології та офтальмології
- Кафедра онкології, променевої діагностики і терапії та радіаційної медицини
- Кафедра акушерства та гінекології № 1

#### Фармацевтичний факультет
- Кафедра управління та економіки фармації з технологією ліків
- Кафедра фармацевтичної хімії
- Кафедра фармакогнозії з медичною ботанікою
- Кафедра клінічної фармації
- Кафедра загальної хімії

#### Стоматологічний факультет
- Кафедра хірургічної стоматології
- Кафедра терапевтичної стоматології
- Кафедра дитячої стоматології
- Кафедра ортопедичної стоматології

#### Факультет післядипломної освіти
- Кафедра хірургії
- Кафедра терапії і сімейної медицини
- Кафедра педіатрії
- Кафедра акушерства та гінекології
- Кафедра фармації
- Кафедра стоматології

#### Факультет іноземних студентів
- Кафедра хірургії № 2

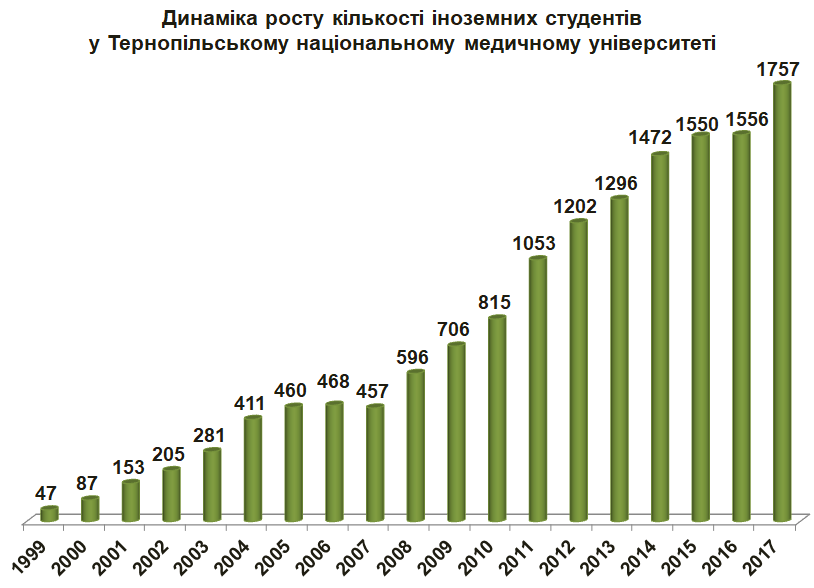
Динаміка росту кількості іноземних студентів у ТНМУ в 1999—2017 рр.

- Кафедра акушерства та гінекології № 2
- Кафедра педіатрії № 2
- Кафедра внутрішньої медицини № 2
- Кафедра клінічної імунології, алергології та загального догляду за хворими
- Підготовче відділення для іноземців та осіб без громадянства

### Університетська лікарня
Тернопільська університетська лікарня перейменована на Тернопільську обласну клінічну лікарню

### Видавництво «Укрмедкнига»

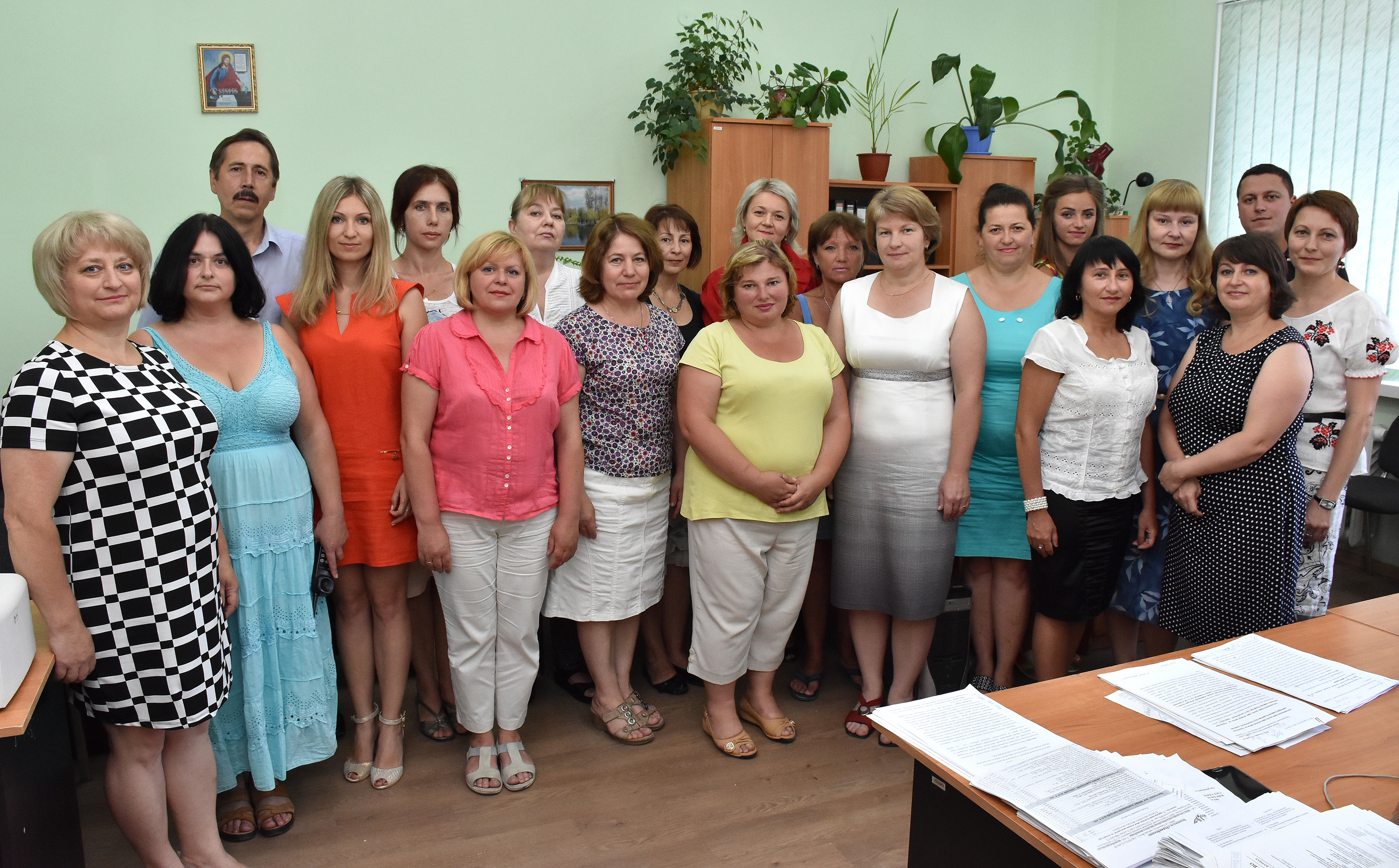
Колектив видавництва Укрмедкнига (липень 2016-го)

Видавництво «Укрмедкнига» засноване в 1997 році з власним поліграфічним комплексом, яке є базовим для ЦМК з ВМО МОЗ України і найбільшим нині спеціалізованим медичним видавництвом в Україні та єдиним, яке друкує продукцію лише українською мовою або в перекладі з української. Видавництво забезпечило україномовними підручниками та посібниками вищі медичні навчальні заклади України III—IV рівнів акредитації на 60 %, а I—II рівнів акредитації — на 80 %. За час існування видавництва видано 139 підручників (у т. ч. 8 англомовних), 223 навчальних посібники (12 англомовних), 62 наукових монографії, 87 збірників матеріалів наукових конференцій.
Університет є співзасновником і видавцем 13 всеукраїнських наукових журналів (https://ojs.tdmu.edu.ua/), 12 з яких визнані МОН України як фахові, у яких можуть публікуватись результати дисертаційних робіт; випускаються обласні газети «Медична академія» та «Університетська лікарня».

### Навчально-оздоровчий комплекс «Червона калина»[25]

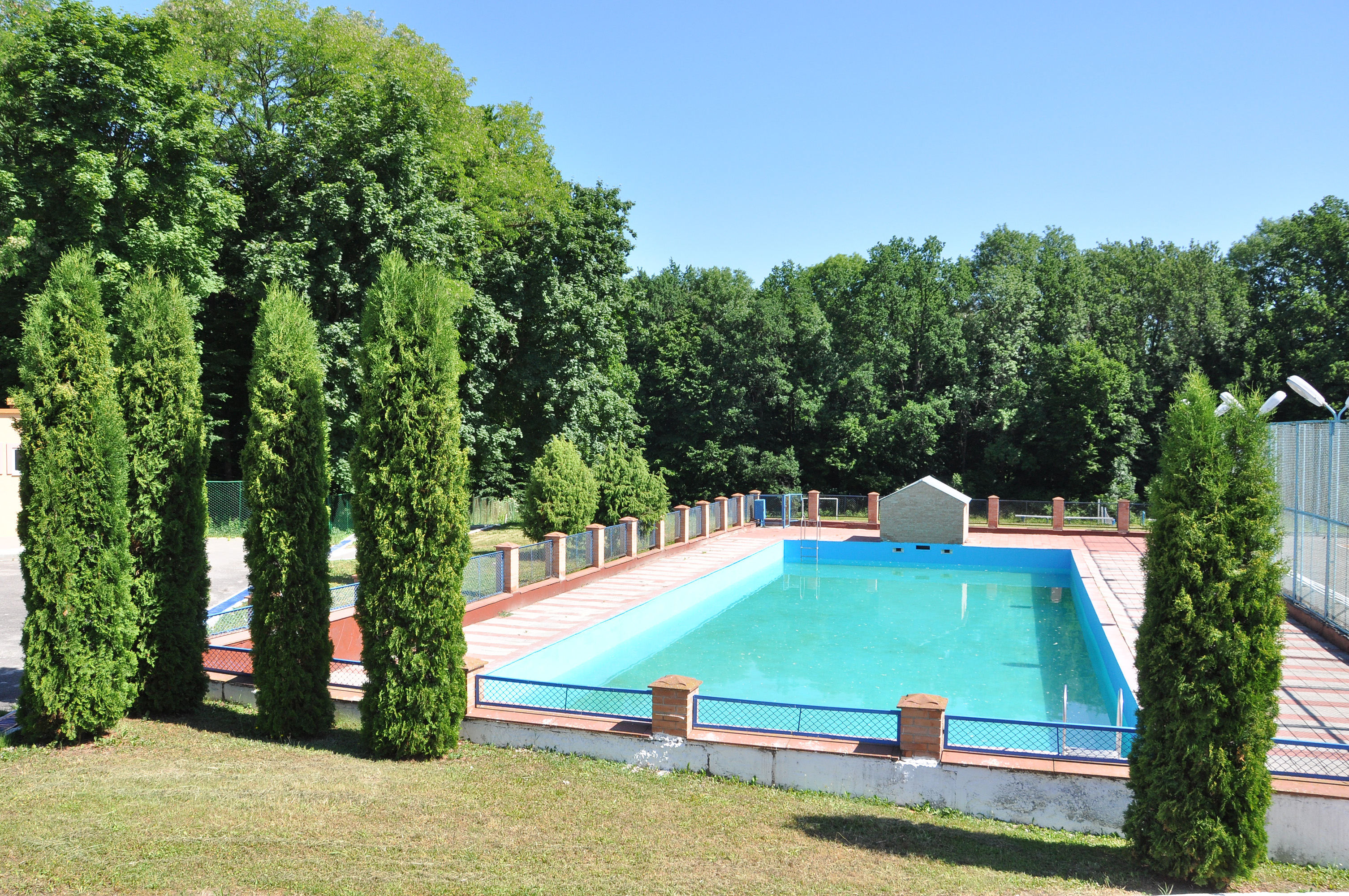
Басейн

У навчально-оздоровчому комплексі «Червона калина» з конгрес-центром, готелем, комплексом харчування, спортивно-фізкультурною базою та студентським профілакторієм щорічно оздоровлюються 20 % студентів. У «Червоній калині» функціонує навчальний центр з підготовки офіцерів запасу кафедри екстреної медичної допомоги і медицини катастроф з курсом військової підготовки, де щорічно відбуваються всеукраїнські тренінги і навчання; зокрема, в травні 2006 року — спільні навчання з НАТО за участю офіцерів з Німеччини, Данії та Польщі. Крім цього, в навчально-оздоровчому комплексі розташовано ботанічний сад лікарських рослин фармацевтичного факультету, а також підсобне господарство, яке забезпечує віварій піддослідними тваринами та продуктами.

### Віварій
Віварій є надзвичайно важливим майданчиком, основним завданням якого є організація розведення та утримання лабораторних тварин. На віварії виконуються досліди з використанням лабораторних тварин. Результативність біологічного дослідження істотно залежить від якості лабораторних тварин, вимоги до яких з розвитком науки постійно зростають. Для кращої ефективності дослідження віварій університету здійснює виробництво лабораторних тварин: мишей, щурів, мурчаків та в'єтнамських свиней і забезпечує наукові дослідження кафедр та центральної науково-дослідної лабораторії.

### Садиба-музей родини І.Я.Горбачевського
У с. Зарубинці Збаразького району Тернопільської області діє садиба-музей родини І. Я. Горбачевського.

## Кадровий склад
Серед понад 680 науково-педагогічних працівників ТНМУ дві третини — його випускники. На 57 кафедрах працюють 112 докторів наук, професорів і 507 кандидатів наук, доцентів, у т. ч. 1 академік НАМН України, 10 Заслужених діячів науки і техніки, 2 Заслужені працівники освіти, 3 лауреати Державної премії України в галузі науки і техніки, 2 Заслужені винахідники, 4 Заслужені лікарі України.

### Ректори
- Петро Огій — 1957—1972;
- Іван Гетьман — 1972—1981;
- Іван Сміян — 1981—1997;
- Леонід Ковальчук — 1997—2014;
- Михайло Корда — від 2015.

### Адміністрація[27]
- Михайло Корда — ректор;
- Аркадій Шульгай — проректор з науково-педагогічної роботи;
- Іван Кліщ — проректор з наукової роботи;
- Степан Запорожан — проректор з науково-педагогічної та лікувальної роботи;
- Олег Слабий — проректор з науково-педагогічної роботи та соціальних питань;
- Петро Лихацький — декан медичного факультету;
- Дмитро Коробко — декан фармацевтичного факультету;
- Світлана Бойцанюк — декан стоматологічного факультету;
- Петро Сельський — декан факультету іноземних студентів;
- Роман Свистун — декан факультету післядипломної освіти;
- Світлана Даньчак — директор ННІ медсестринства;
- Тетяна Мудрик — головний бухгалтер;
- Антоніна Трущенкова - заступник ректора з кадрових питань;
- Олеся Члек - заступник ректора з економічних питань;
- Любов Логін - заступник ректора з видавничих питань.

### Вчена рада[28]
1. професор Михайло Корда — ректор ТНМУ;
2. професор Аркадій Шульгай — проректор з науково-педагогічної роботи;
3. професор Іван Кліщ — проректор з наукової роботи;
4. професор Степан Запорожан — проректор з лікувальної роботи;
5. професор Олег Слабий — проректор з науково-педагогічної роботи та соціальних питань;
6. академік НАМНУ, професор Михайло Андрейчин,
7. професор Сергій Андрейчин,
8. професор Надія Пасєчко,
9. професор Микола Швед,
10. професор Анатолій Беденюк,
11. професор Ярослав Боднар,
12. професор Оксана Боярчук,
13. професор Степан Вадзюк,
14. професор Ігор Галайчук,
15. професор Ілля Герасимюк,
16. професор Михайло Гнатюк,
17. професор Ігор Господарський,
18. професор Мар'ян Гребеник,
19. професор Арсен Гудима,
20. професор Ігор Дейкало,
21. професор Ольга Денефіль,
22. професор Ігор Дзюбановський,
23. професор Сергій Климнюк,
24. професор Лариса Маланчук,
25. професор Лілія Мартинюк,
26. професор Світлана Марчишин,
27. професор Ігор Мисула,
28. професор Олександра Олещук,
29. професор Галина Павлишин,
30. професор Катерина Посохова,
31. професор Петро Сельський,
32. професор Світлана Шкробот,
33. професор Олександр Яшан,
34. професор Олександр Авдєєв,
35. доцент Василь Бліхар,
36. доцент Світлана Бойцанюк,
37. доцент Григорій Загричук,
38. доцент  Дмитро Коробко,
39. професор Петро Лихацький,
40. професор Михайло Лучинський,
41. доцент Роман Свистун,
42. доцент Світлана Даньчак,
43. професор Олена Венгер,
44. професор Марія Марущак,
45. професор Ганна Сатурська,
46. професор Світлана Сміян,
47. професор Петро Гасюк,
48. професор Лілія Логойда,
49. професор Юрій Рудяк,
50. доцент Віктор Лотоцький,
51. професор Зоя Небесна,
52. доцент Наталія Ткачук,
53. головний бухгалтер Тетяна Мудрик,
54. директор бібліотеки Олена Проців,
55. аспірантка Мар'яна-Іванна Варварук,
56. студент Назар Бойчак,
57. студент Максим Войцеховський,
58. студентка Соломія Врублевська,
59. студентка Аліна Голенко
60. студент Дмитро Чемергес,
61. студент Олександр Мехедок,
62. студент Кленсій.

### Почесні професори
Українські вчені: Микола Банчук, Володимир Бебешко, Олександр Біловол, Олександр Возіанов, Олександр Волосовець, Мирослав Гірняк, Анатолій Гоженко, Світлана Дроговоз, Валерій Запорожан, Борис Зіменковський, Володимир Мальцев, Озар Мінцер, Василь Мороз, Євген Нейко, Олександр Ніконенко, Олександр Орда, Михайло Павловський, Василь Пішак, Микола Поліщук, Данило Сеймівський, Андрій Сердюк, Леонід Ситар, Петро Фомін, Віталій Цимбалюк, Юрій Чайковський, Іван Чекман, Володимир Шпак, Станіслав Якименко.
Зарубіжні вчені: Василь Антонів (Росія), Микола Ющук (Росія), Іван Ярема (Росія), Білл Коулмен (США), Марша Доуелл (США), Ігор Гук (Австрія), Рудольф Маллінгер (Австрія), Реджіс Роуб (США), Вольфганг Шютц (Австрія), Ян Штенцл (Словаччина), Станіслав Штіпек (Чехія), Джон Стоквел (США), Гаральд Тойфельсбауер (Австрія), Ян Зейда (Польща), Томаш Зіма (Чехія), Альфред Овоц (Польща), Девід Аткінсон (Канада), Джозеф Бергер (Польща).

## Навчально-методична робота
Сучасна парадигма вищої освіти України ставить нові вимоги до організації освітньої діяльності студентів, зокрема, до використання в освітньому процесі сучасних інформаційних, методичних та організаційних технологій, що забезпечують формування індивідуальних компетентностей у здобувачів вищої освіти. В університеті освітній процес здійснюється на основі кращих традицій європейських, американських медичних навчальних закладів, успішно функціонує Європейська кредитно-трансферна накопичувальна (ECTS) у поєднанні з методикою «єдиного дня» та «стрічковою системою», застосовуються як традиційні форми навчання, так і сучасні технології навчання з використанням новітніх засобів мультимедійної техніки.
Освітній процес в університеті здійснюється відповідно до стандартів вищої освіти України, затверджених освітньо-професійних (освітньо-наукових) програм, навчальних планів, робочих навчальних планів за відповідними рівнями вищої освіти, графіку освітнього процесу.
Навчальний процес в університеті проводиться на п'яти факультетах: медичному, стоматологічному, фармацевтичному, факультеті іноземних студентів, факультеті післядипломної освіти, шести навчально-наукових інститутах: ННІ морфології, ННІ медико-біологічних проблем, ННІ фармакології, гігієни та медичної біохімії імені М. П. Скакуна, ННІ моделювання та аналізу патологічних процесів, ННІ медсестринства.
Освітню діяльність в університеті забезпечують 57 кафедр (теоретичні та клінічні). Професорсько-викладацький склад університету становить 683 особи, в тому числі мають науковий ступінь докторів наук — 112, кандидатів наук — 500; з них: професорів — 94; доцентів — 353; старших наукових співробітників — 3.
В університеті освіту здобувають 7283 студентів, серед них 4700 вітчизняних та 2583 іноземних студентів з 59 країн світу, навчання для яких проводиться англійською мовою.
В освітньому процесі університету широко застосовується викладання дисциплін шляхом реалізації концепції електронного навчання, яке базується на використанні інтерактивних технологій, зокрема для організації навчання, комунікації в середині освітнього середовища в університеті запроваджено платформи Microsoft Teams, Zoom, Google Meet, активно використовувалася система дистанційної освіти «Moodle» та корпоративна електронна пошта.
До початку кожного навчального року відбувається перегляд та корегування навчальних програм та їх адаптації до міжнародних вимог та потреб сьогодення з нормативних дисциплін та дисциплін вільного вибору студентів. Кафедри університету продовжують розширювати свої методичні комплекси, які розміщені у СДО «Moodle», наповнюють їх робочими програмами, силабусами, матеріалами підготовки до лекцій, презентаціями лекцій, відео лекціями, методичними вказівками та відео-фрагментами до практичних (семінарських) занять та іншим навчально-методичним контентом, який дає можливість студенту якісно підготуватися до занять. З метою покращення підготовки майбутніх лікарів вченою радою прийнято рішення щодо доповнення матеріалів підготовки до практичних занять даними клінічних протоколів та стандартів діагностики та лікування. Для оптимізації роботи підрозділів університету запроваджено автоматизовану систему управління (АСУ), яка дозволяє викладачу та студенту, за допомогою, як порталу АСУ так із використанням відповідного додатку, бути активними учасниками освітнього процесу.
Науково-педагогічні працівники університету удосконалюють вивчення студентами англійської мови та покращувати власні знання англомовного викладання. В університеті організовані курси з підготовки до складання іспиту на міжнародний рівень володіння англійською мовою на рівні В2 і вище. Понад 65,9 % викладачів університету отримали сертифікати на право викладання студентам англійською мовою, з них міжнародними сертифікатами на рівень В2 і вище володіють більше 100 осіб.
Важливе значення у якісній підготовці лікарів займає практична підготовка. Для забезпечення практичної підготовки в університеті функціонує міжкафедральний навчально-тренінговий центр, який розташовано у навчальному корпусі № 9. Окрім практичних занять студентів, даний центр використовувався також для складання об'єктивного структурованого клінічного іспиту (ОСКІ), атестації випускників, відпрацювання практичних навичок лікарями-інтернами та лікарями-курсантами, для проведення сертифікованих курсів з невідкладної медицини. Симуляційний центр став основною базою для проведення та навчання за освітньо-професійною програмою «Парамедик». Структурованість навчальних аудиторій дозволяє відпрацьовувати на фантомах практичну частину більшості навичок, передбачених стандартом підготовки лікарів. Для проведення навчання та покращення практичної підготовки студентів стоматологічного факультету введено в дію стоматологічний відділ університетської клініки та два навчально-практичні центри, які оснащені сучасними стоматологічними манекенами. Важливу значення в організації освітнього процесу має навчально-науковий відділ незалежного тестування знань студентів, який є аналогом сучасної європейської системи вищої освіти (Віденський медичний університет). У цьому відділі проводиться складання диференційованих заліків, та тестової частини іспиту, що корінним чином відрізняється від складання підсумкового контролю знань студентів у інших закладах вищої освіти.
У 2016 р. було організовано відділ внутрішнього забезпечення якості вищої освіти як структурний підрозділ навчального закладу на базі сектору внутрішнього забезпечення якості вищої освіти, створеного у травні 2015 р. задля виконання вимог статті 16 «Система забезпечення якості вищої освіти» Закону України «Про вищу освіту» від 01 07 2014 р. За час діяльності відділу внутрішнього забезпечення якості освіти, активно діють Рада із забезпечення якості освіти та комісії із забезпечення якості освіти факультетів. Проводиться анкетування студентів для визначення результатів діяльності кафедр і викладачів за попередній навчальний рік. За результатами анкетування визначаються кращі викладачі, кращі лектори та дисципліни, якість підготовки навчально-методичних комплексів, які розташовані в системі Moodle, якість підготовки до ліцензійних інтегрованих іспитів, якість проведення практичних занять. Результати анкетування враховуються при проведенні рейтингу викладачів.
Кожного семестру проводиться анкетування в системі Moodle після вивчення дисциплін, що дає можливість кафедрам удосконалювати організацію освітнього процесу, їх методичне забезпечення та покращити якість викладання дисциплін. Завдяки діяльності відділу внутрішнього забезпечення якості вищої освіти удосконалено процедуру оновлення освітніх програм з метою врахування думки усіх учасників освітнього процесу та зацікавлених осіб. Щорічно проводиться анкетування викладачів університету з метою вивчення рівня задоволеності та отримання рекомендацій стосовно покращення якості освіти. Окрім цього відділом внутрішнього забезпечення якості вищої освіти проводяться опитування роботодавців, аспірантів, інтернів, абітурієнтів та студентів-випускників з метою покращення організації освітнього процесу та отримання рекомендацій щодо удосконалення освітніх програм.
Відповідно до Постанови Кабінету Міністрів України від 21 серпня 2019 р. № 800 «Деякі питання підвищення кваліфікації педагогічних і науково-педагогічних працівників» в університеті введена накопичувальна система підвищення кваліфікації науково-педагогічних працівників. Введений в дію План професійного розвитку науково-педагогічних працівників, відповідно до якого викладачі мають можливість проходити семінари, тренінги, майстер-класи, які організовані спеціалістами університету. На базі університету організовано курси підвищення педагогічної майстерності для викладачів.

## Наукова діяльність
В університеті розробляються 11 держбюджетних і 36 ініціативно-пошукових наукових тем за основними напрямками, які підпорядковані виконанню пріоритетних завдань для системи охорони здоров'я Тернополя та області, медичної науки: хірургічного лікування захворювань стравоходу, шлунка та дванадцятипалої кишки; інфекційних захворювань та епідеміології; серцево-судинної патології; захворювань травної системи; захворювань кістково-м'язової системи.
Наукові дослідження спрямовані на створення вдосконалення та застосування нових перспективних медичних технологій, які відповідають критеріям світової новизни: моделювання патологічних процесів та розробка принципів експериментальної терапії i профілактики; розробка, промислове виробництво та оптимізація застосування в медичній практиці кріоконсервованих ксенодермотрансплантатів; розробка біотехнології виготовлення та клінічного застосування пробіотиків i специфічних імуноглобулінів; впровадження у клінічну практику технології малоінвазивної ендоскопічної хірургії; розробка способів i технічних засобів оптимізації впливу енергії оптичного випромінювання на організм людини, у тому числі шляхом застосування фотооксигенованих рідин для ентеральної i трансфузійної терапії; створення нових видів сорбентів медичного призначення i впровадження їх у широку медичну практику; наукове обґрунтування шляхів реформування системи медичної допомоги населенню з метою забезпечення її ефективного функціонування в ринкових умовах.

### Наукові школи
В університеті сформовані та розвиваються наукові школи: хірургів (професор Ігор Дзюбановський, член-кореспондент НАМН України, професор Леонід Ковальчук професор Ігор Венгер), інфекціоністів (академік НАМН України, професор Михайло Андрейчин), терапевтів (професор Микола Швед, професор Борис Рудик, професор Євген Стародуб, професор Світлана Сміян), професор Мар'ян Гребеник, педіатрів (член-кореспондент НАМН України професор Іван Сміян, професор Ольга Федорців, професор Наталія Банадига, професор Галина Павлишин), фармакологів (професор Микола Скакун, професор Катерина Посохова), морфологів (професор Костянтин Волков, професор Ярослав Федонюк, професор Михайло Гнатюк, професор Ярослав Боднар, професор Ілля Герасимюк), патофізіологів (професор Василь Файфура, професор Юрій Бондаренко, професор Марія Хара, професор Арсен Гудима), біохіміків (професор Михайло Корда, професор Ярослав Гонський), фізіологів (професор Степан Вадзюк, професор Костянтин Кованов).

### Винахідницька діяльність
За останні 10 років науковці університету отримали 602 патенти на винаходи. Розроблені в університеті нові методи лікування опіків відзначено Державною премією України в галузі науки і техніки; 2 науковці стали заслуженими винахідниками України. Захищено 58 докторських і 282 кандидатських дисертацій. При університеті працюють дві спеціалізовані вчені ради із захисту докторських і кандидатських дисертацій з шести спеціальностей. Щороку на базі конгрес-центру університету проводиться до 30 всеукраїнських і з міжнародною участю наукових форумів.
Зокрема, у 2013 році працівники кафедри інфекційних хвороб з епідеміологією отримали академічну премію з профілактичної медицини за серію наукових праць, зокрема чл.-кор. НАМНУ, проф. М. А. Андрейчин, проф. В. С. Копча, проф. Н. А. Васильєва та доц. О. Л. Івахів. У 2014—2015 рр. проф. О. Є. Федорців координувала від України програми BUPAS і POLBUCAN (спільні епідеміологічні та екопатологічні дослідження стану здоров'я дітей, хворих на бронхіальну астму та алергійні захворювання). У 2014 році Г. І. Фальфушинська була задіяна в україно-австрійському проекті (дослідження молюсків) та україно-американській науково-дослідній роботі за підтримки Фонду цивільних досліджень США та Міністерства освіти і науки України щодо вивчення маркерів забруднення води ксенобіотиками. У 2016 році проф. О. Р. Боярчук здобула грант на реалізацію проекту «Імплементація моделі поєднання навчання лікарів та громадської настороженості з діагностикою первинних імунодефіцитів у дітей Тернопільської області». Сьогодні здійснюються спільні проекти з Вищою школою імені Папи Римського Іоанна Павла II у Бялій Подлясці (Польща).
У 2018 році університет проведе конференцію «Актуальні проблеми навколишнього середовища та здоров'я людини в умовах екологічних та соціальних змін в Європі та Україні» в контексті реалізації проекту «Важливі екогенетичні аспекти патології людини та тварин в умовах глобальної екологічної кризи» у межах мережі Балтійської університетської програми (BUP) під керівництвом проф. Л. Я. Федонюк.

### Наукові лабораторії
Наукові дослідження проводяться в п'яти наукових лабораторіях, які пройшли державну акредитацію і отримали свідоцтва про державну атестацію: Центральна науково-дослідна лабораторія
Міжкафедральна навчально-дослідна лабораторія
Лабораторія мікробіологічних та паразитологічних досліджень
Лабораторія психофізіологічних досліджень
Навчально-дослідна лабораторія фармако-технологічних досліджень

## Лікувально-профілактична робота
Лікувальна робота працівників Тернопільського національного медичного університету виконується на 36 клінічних кафедрах університету, які розміщені на базах 26 лікувально-профілактичних закладів обласного та міського підпорядкування Тернопільської області, міста Рівне та Житомир.
Загальна кількість ліжкового фонду у 2020 році склала 5283 ліжок, проти 4952 ліжок 2019 році (збільшилося на 331 ліжко).
21 працівник нашого університету входять до складу груп головних експертів структурних підрозділів з питань охорони здоров'я Тернопільської обласної державної адміністрації та відділу охорони здоров'я та медичного забезпечення Тернопільської міської ради.
Академік НАМН України, завідувач кафедри інфекційних хвороб з шкірними та венеричними хворобами, доктор медичних наук, професор Андрейчин М. А. — голова асоціації інфекціоністів України.
З 1 квітня 202 року розпочався другий етап медичної реформи в Україні, таким чином науково-педагогічні працівники здебільшого надавали консультативну допомогу у закладах охорони здоров'я міста та області.
Науково-педагогічний склад університету бере активну участь у лікувально-діагностичній роботі лікарень та поліклінік міста та області.
На клінічних кафедрах університету працюють 365 викладачів, з них  56 % мають «Вищу» кваліфікаційну категорію,  16 % — «Першу», 11 % — «Другу»,   18 % — не мають категорії.
На сьогоднішній день кафедри оснащені найсучаснішим навчальним лікувально-діагностичним обладнанням, яке широко використовується у навчальній роботі та лікувально-діагностичному процесі університету.
Між ТНМУ ім. І. Я. Горбачевського підписані договори про співпрацю із лікувально-профілактичними закладами Тернопільської (21), Рівненської (2), Житомирської (2) та Волинської (1) областей.
В університеті працює ініціативна група вчених на чолі із академіком М. А. Андрейчина з ціллю виявлення хворих на Бореліоз (хвороба Лайма).
В ТНМУ ім. І. Я. Горбачевського створена та функціонує виїзна консультативна бригада університету для надання високоспеціалізованої консультативної допомоги населенню у центральні районні лікарні Тернопільської області.
ТНМУ долучився до діагностики пацієнтів з коронавірусною інфекцією делегувавши до Тернопільського обласного лабораторного центру Держсанепідслужби України лікарів-вірусологів університету.
Викладачі кафедри інфекційних хвороб з епідеміологією, шкірними і венеричними хворобами та інших клінічних кафедр терапевтичного профілю ТНМУ беруть участь у наданні лікувально-консультативної допомоги пацієнтам з захворюваннями, спричиненими вірусом COVID-19.
В університеті працює робоча група на чолі із ректором університету проф. М. М. Кордою з питань вивчення ендотеріальної дисфункції та впливу хронічного стресу у серопозитивних і серонегативних медичних працівників та пацієнтів, які перехворіли на COVID-19.
В університеті створена та функціонує мобільна група з інструментально-лабораторного дослідження пацієнтів, які перехворіли на коронавірусну хворобу. Працівниками мобільної групи обстежені пацієнти Монастириського, Бучацького, Чортківського, Заліщицького, Шумського, Кременецького та Гусятинського районів та жителів м. Тернополя.
В університеті функціонує Стоматологічний відділ університетської клініки, у якому проводиться терапевтичний та хірургічний прийом пацієнтів. Тут використовується сучасне стоматологічне обладнання: ортопантомограф, прицільний рентгенограф, фотополімерні лампи, апекс-локатори, діатермокоагулятори, змішувач склоіономерних цементів, апарат для ендофорезу, централізовану автоклавну для стерилізації і пакування стоматологічних інструментів, рентгенологічний кабінет для проведення діагностики при обстеженні стоматологічних хворих та контролю якості проведеного лікування. Установки укомплектовано внутрішньо-ротовими відеокамерами та моніторами для кращої демонстрації маніпуляцій, які проводять у порожнині рота. Навчальний та лікувальний процеси забезпечені усіма необхідними розхідними матеріалами, інструментарієм, обладнанням.
В університеті створено та функціонує центр психологічного консультування, де надається психологічна консультативна допомога студентам та працівникам університету.
Щорічно співробітниками клінічних кафедр впроваджуються в клінічну практику нові методики діагностики та лікування різноманітних захворювань та патологічних станів.
В університеті створено і оснащено сучасними манекенами і муляжами Міжкафедральний тренінговий центр, в якому з різних аспектів медичних знань отримують практичні навички студенти-медики.
В університеті працює з 31 жовтня 2006 року курс малоінвазивних технологій та хірургічних дисциплін, де практичні лікарі та науково-педагогічні працівники з різних куточків України проходять цикли вдосконалення з малоінвазивних технологій.

## Міжнародна діяльність
ТНМУ підтримує та заохочує ідею розвитку міжнародного партнерства з метою інтеграції в міжнародну академічну спільноту, що дає можливість для реалізації та участі представників університету в міжнародних програмах, фахових стажуваннях викладачів на навчально-клінічних базах університетів-партнерів, проведення спільних наукових форумів, а також здійснення академічних обмінів викладачами та студентами. Цією роботою опікується відділ міжнародних зв'язків університету (керівник відділу — Наталія Лісничук), головною метою діяльності якого є організація міжнародного співробітництва університету із закордонними вишами, науковими закладами, медичними асоціаціями, провідними фахівцями.
Упродовж останніх років ТНМУ значно розширив свою міжнародну діяльність. Налагоджена співпраця з 87 іноземними вищими медичними навчальними закладами та закладами охорони здоров'я з 32 країн світу.

### Закордонні партнери ТНМУ
| Австрія                       | - 1. Віденський медичний університет (м. Відень) |
| Аргентинська республіка       | - 2. Українська центральна репрезентація в Аргентинській республіці (м. Буенос-Айрес) |
| Республіка Білорусь           | - 3. Білоруська медична академія післядипломної освіти (м. Мінськ) - 4. Гомельський державний медичний університет (м. Гомель) - 5. Гродненський державний медичний університет (м. Гродно) - 6. Інститут радіобіології національної академії наук Білорусі (м. Гомель) |
| Бельгія                       | - 7. Karel de Grote University College (Антверпен) |
| Грецька республіка            | - 8. Університет Арістотеля в Салоніках (м. Салоніки) |
| Сакартвело                    | - 9. Університет Geomedi (м. Тбілісі) - 10. Тбіліський державний медичний університет (м. Тбілісі) - 11. Кутаїський державний університет імені Акакія Церетелі (м. Кутаїсі) - 12. BAU Міжнародний університет (м. Батумі) |
| Естонська республіка          | - 13. Естонська бізнес-школа (м. Таллінн) |
| Арабська республіка Єгипет    | - 14. Університет Мансури (м. Мансура) - 15. Університет Хорусу (м. Нью Даміетта) |
| Королівство Іспанія           | - 16. Університет Сантьяго-де-Компостела (Сантьяго-де-Компостела) |
| Республіка Казахстан          | - 17. АТ “Медичний університет Астана” (м. Астана) - 18. Казахська академія спорту та туризму (м. Алмати) - 19. Західно-Казахстанський державний медичний університет імені Марата Оспанова (м. Актобе) |
| Канада                        | - 20. Університет імені Грента МакЮена (м. Едмонтон) - 21. Саскачеванська Політехніка (м. Саскатун) - 22. Реджайнський університет (м. Реджайна) |
| Китайська Народна Республіка  | - 23. Цаньчжоуський Медичний Коледж (м. Цаньчжоу) - 24. The Belt and Road International Study Center (м. Нанкін) - 25. The Nanjing Jiangnan Silk Road Culture Communication Co., Ltd.(м. Нанкін) |
| Республіка Косово             | - 26. Health Center of Excellence (м. При́штина) |
| Латвійська республіка         | - 27. Латвійська академія спортивної освіти (м. Рига) |
| Литовська республіка          | - 28. Литовська асоціація парамедиків (м. Каунас) - 29. Коледж імені Св. Ігнатія Лойоли (м. Каунас) - 30. Литовський університет спорту (м. Каунас) |
| Малайзія                      | - 31. Університет Лінкольна (м. Куала-Лумпур) |
| Мальта                        | - 32. College of Remote and Offshore Medicine Foundation (м. Валлетта) |
| Королівство Марокко           | - 33. Міжнародна організація з освіти та науки ALALESCO (м. Рабат) |
| Республіка Молдова            | - 34. Державний університет медицини і фармації імені Н. Тестеміцану (м. Кишинів) |
| Німеччина                     | - 35. Університет Аккону (м. Берлін) |
| Польща                        | - 36. Вроцлавський медичний університет (м. Вроцлав) - 37. Вища школа безпеки (м. Познань) - 38. Суленцинський повіт (м. Суленцин) - 39. Поморська академія в Слупську (м. Слупськ) - 40. Шльонський університет в Катовіцах (м. Катовіце) - 41. Люблінський медичний університет (м. Люблін) - 42. Інститут військової гігієни та епідеміології імені генерала Кароля Качковські (м. Варшава) - 43. Інститут медицини села (м. Люблін) - 44. Вища школа імені Папи Римського Іоанна Павла ІІ (м. Біла Підляска) - 45. Воєводський Спеціалізований Шпиталь в Бялій Підлясці (м. Біла Підляска) - 46. Центр променевої діагностики і терапії (м. Замость) - 47. Колегіум Мазовіа Вища Інноваційна Школа в Шєдльцах (Польща) - 48. Кутновська автономна лікарня (м. Кутно) - 49. Святокшиська вища школа у м. Кельце (м. Кельце) - 50. Університет у Бєльсько-Бялій (м. Бєльсько-Бяла) - 51. Університет фізичного виховання імені Юзефа Пілсудського, Варшава (Польща) - 52. Medline Sp. Z O.O. (м. Зельона Гура) - 53. Фундація «Чотири пори року» (м. Ряшів) - 54. Вища школа наук про здоров'я Collegium Masoviense (м. Жирардув) - 55. Вища Школа Стратегічного Планування в Домброві Гурніча (м. Домброва Гурніча) - 56. Ряшівський університет (м. Ряшів) - 57. Вроцлавський університет науки і технології (м. Вроцлав) - 58. NU-MED GRUPA S.A. (м. Ельблонг) - 59. Ельблонгський Гуманітарно-Економічний Університет (м. Ельблонг) - 60. Вища школа Медична в Білостоці (м. Білосток) - 61. Фундація Допомоги Дітям (м. Живєц) - 62. Державна медична професійна школа (м. Ополе) |
| Сирійська арабська республіка | - 63. Аль-Хаваш Приватний університет (м. Хомс) |
| Словацька республіка          | - 64. Словацький медичний університет (м. Братіслава) |
| Сполучені Штати Америки       | - 65. Університет Мюррея (м. Кентуккі) - 66. Університет Південної Кароліни Апстейт (м. Спартанбург) - 67. Біомедичний інститут університету Клемсона (м. Клемсон) - 68. Global Professional Consulting, Inc. (м. Нью-Йорк) - 69. Corbia International (м. Грінвіль) - 70. Міжнародний центр з питань освіти та підготовки в сфері охорони здоров'я Департаменту гобального здоров'я (I-TECH) Університету штату Вашингтон (UW) (м. Вашингтон) - 71. Дослідницька лабораторія IGeneX Inc. (м. Пало-Альто) - 72. Науково-дослідний Інститут нирки (Нью-Йорк, США) |
| Республіка Таджикистан        | - 73. Державний освітній заклад вищої професійної освіти «Таджицький державний медичний університет імені Абуалі ібні Сіно» (м. Душанбе) |
| Туреччина                     | - 74. Ondokuz Mayıs University (OMU) (м. Самсун) - 75. Університет Бахчешехиру (м. Стамбул) - 76. Лікарня Газіосманпаша, медичний факультет Університет Йені Юзйіл (м. Стамбул) - 77. Університет Мармара (Стамбул) |
| Угорщина                      | - 78. Університет Мішкольца (м. Мішкольц) |
| Республіка Узбекистан         | - 79. Самаркандський державний медичний університет (м. Самарканд) - 80. Ургенчський філіал Ташкентської державної медичної академії (м. Ургенч) - 81. Ташкентський державний стоматологічний інститут (м. Ташкент) |
| Франція                       | - 82. Університет Поля Сабатьє (м. Тулуза) |
| Чехія                         | - 83. Карлів університет в Празі, Перший медичний факультет (м. Прага) - 84. Університет Південної Богемії (м. Чеське Будейовіце) |
| Швейцарія                     | - 85. Швейцарський інститут тропічного і громадського здоров'я (м. Базель) |
| Швеція                        | - 86. Університет Уппсали (м. Уппсала) - 87. Колабораційний Центр ВООЗ з ІПСШ, Університет Еребру (Еребру) |

У 2006—2010 рр. понад 70 викладачів університету пройшли в них стажування. Відповідно до угоди про співробітництво з університетом Південної Кароліни Апстейт ТДМУ створив умови для навчання в інституті медсестринства (підрозділі університету) американських громадян; вперше серед медичних навчальних закладів запроваджено дистанційне навчання за спеціальністю «медсестра-бакалавр». У 2008 р. Л. Я. Ковальчук удостоєний звання Почесного професора цього американського вишу, а також нагороджений іменною ювілейною медаллю Братиславського медичного університету.
Медичний університет постійно розвиває наукову співпрацю з провідними університетами світу, зокрема із Центром глобального здоров'я Університету Іллінойсу (США), медичним університетом Батумі та медичними клініками Аджарії, Віденським медичним університетом, з Любуською Вищою школою суспільного здоров'я в Зеленій Гурі (Польща). Підписана угода про міжнародну співпрацю з Мюррейським державним університетом (США), в рамках якої будуть створені можливості для реалізації академічної програми обміну.

### Міжнародні програми
Студенти та професорсько-викладацький склад університету задіяні в таких міжнародних програмах:
- POLONEZ — програма для науковців, які проводять дослідження в наукових та освітніх установах Польщі;[49][50]
- Erasmus Mundus MEDEA — міжнародна програма співпраці і мобільності у сфері вищої освіти, яку ініціювала та фінансує Єврокомісія. Діяльність проекту спрямована на забезпечення підтримки вищим навчальним закладам Європи та неєвропейських країн у покращенні педагогічного процесу та сприяння у проведенні наукових досліджень. До складу проекту увійшли 20 вищих навчальних медичних закладів Європи та країн, які не є членами ЄС, зокрема і ТДМУ.[51][52]
- Програма академічних студентських обмінів із Вроцлавським медичним університетом започаткована з метою розширення академічної мобільності студентів, покращення якості вищої освіти, підвищення ефективності наукових досліджень, зростання конкурентоздатності випускників вищих навчальних закладів на українському та міжнародному ринках освітніх послуг та праці, досягнення міжнародного зіставлення освітніх стандартів, залучення іноземного інтелектуального потенціалу на основі двосторонніх та багатосторонніх угод між українськими та закордонними партнерськими навчальними закладами, встановлення внутрішніх та зовнішніх інтеграційних зв'язків.[53]
- Програма подвійних дипломів із Вищою школою безпеки в Познані (Польща), за якою студенти університету мають можливість заочно навчатися в цій школі і після її закінчення отримати два дипломи — український та польський.[54][55][56]
- Програма «visiting professor» започаткована з метою читання лекцій для студентів та викладачів ТДМУ провідними вчених іноземних університетів. Іноземні партнери також запрошують для читання лекцій професорів ТДМУ, які вільно володіють англійською або польською мовами, нашого університету.[57]
- Програма імені Фулбрайта (фінансується Державним департаментом США). Стипендію за цією програмою отримали два представники ТДМУ — асистент кафедри нормальної фізіології людини Максим Дорошенко (2013—2015) та завідувач кафедри загальної хімії Галина Фальфушинська (2015—2016).[58]
- Erasmus+ — програма Європейського Союзу для освіти, навчання, молоді, спорту на період 2014—2020 років. ТДМУ зареєстрований на Порталі учасників організацій-партнерів, має свій ідентифікаційний код учасника, а також співпрацює з національним офісом Erasmus+ в Україні.[59]
- Фахові стажування для молодих вчених. Медичний університет Вроцлава у співпраці з Лікарською асоціацією Нижньої Сілезії пропонує молодим працівникам ТДМУ можливість ознайомлення з медичними стандартами лікувальних закладів Польщі та вдосконалення професійних навичок протягом місячного стажування на лікувальних базах Вроцлавського університету.[50][60]
- Канадсько-український проект «Психологічне здоров'я» започаткований у 2015 році під час зустрічі ректора Михайла Корди з представниками Університету імені Грента МакЮена (м. Едмонтон, Канада), домовлено про співпрацю щодо здійснення програм академічної мобільності викладачів та студентів, розробки спільних наукових проектів у галузі охорони здоров'я, обговорення питань вдосконалення сестринської освіти в Україні.[61] В університеті реалізовується тренінгова програма в рамках проекту впровадження елективного курсу з посттравматичного стресового розладу «Сестринська ініціатива — медсестри щодо полегшення психічної травми», який підтримано Посольством Канади в Україні.[62]
- Програма академічної мобільності MEVLANA[63] розроблена Радою вищої освіти Турецької Республіки і передбачає академічний обмін з турецькими університетами на основі конкурсного відбору учасників. У листопаді 2015 року підписано угоду між ТДМУ та Ondokuz Mayıs University (OMU) (Самсун, Туреччина), за якою студенти та професорсько-викладацький склад університетів матимуть можливість навчатися і стажуватися на базі університету-партнера.
- Українсько-польські проекти. Науковці вишу беруть участь у спільних українсько-польських проектах, зокрема з питань дослідження проблем реабілітації, здоров'я людини і фізичного виховання, дослідження епідеміології, патогенезу, клініки і профілактики бореліозу, дослідження проблем своєчасної діагностики і лікування туберкульозу[64]. Співпраця відбувається в рамках науково-дослідницьких проектів Європейського Союзу між науковцями Державної Вищої школи імені Папи Іоанна Павла II в Білій Підлясці (Польща) і ТДМУ.[65]

### Міжнародні студентські літні школи
З 2006 р. на базі навчально-оздоровчого комплексу «Червона калина» щороку влітку проходять «Міжнародні студентські літні школи», організовані відділом міжнародних зв'язків ТДМУ. Основним завданням єдиної у Європі інформативно-комунікативної програми є об'єднання молоді та налагодження партнерських стосунків між студентами вищих медичних навчальних закладів України, Європи, США, літні школи формують молоду українську еліту та укріплюють стосунки між регіонами. Учасниками школи були вже сотні студентів вищих медичних навчальних закладів України, а також студенти зі США, Польщі, Чехії, Словаччини, Австрії, Нідерландів, Росії, Казахстану, Індонезії, Таджикистану та інших країн.
Студенти мають можливість удосконалити навички володіння розмовною англійською мовою, розширити комунікативний простір, познайомитися зі студентами з різних країн світу, сформувати навички роботи в міжнародній студентській команді та розвинути лідерські риси, цікаво провести дозвілля на екскурсіях, спортивних змаганнях, активному відпочинку, пізнати національні та культурні особливості країн-учасниць проекту, дізнатися про специфіку здобуття вищої медичної освіти у цих країнах, можливість подальшої співпраці та розвитку програм студентських взаємних обмінів.
Упродовж десяти років літні школи відбуваються за базовою програмою, в яку час від часу оргкомітет вносить певні зміни. Наприклад, два роки поспіль професійні тренери програми «Сходи в майбутнє» за підтримки Міністерства охорони здоров'я України проводять цілоденні тренінги з розвитку особистості, на яких учасники літньої школи вчаться виробляти лідерські риси, планувати і прогнозувати майбутнє, випрацьовувати вміння досягати поставленої мети і формувати цілі, створювати алгоритм вирішення проблеми, яка може виникнути під час професійної діяльності. У 2016 році учасники літніх шкіл пройшли низку тренінгів від провідних спеціалістів факультету громадського здоров'я Університету Мюррея (США) — професора зі спортивної медицини, координатора програми медичної освіти у спорті та атлетиці, доктора Прісцили Двеллі та професора громадського та суспільного здоров'я доктора Міранди Сью Террі.
Щороку в рамках заходу відбувається тренінг з медицини невідкладних станів, під час якого учасники не тільки відпрацьовують практичні навички, а й уміння працювати в команді. Після тренінгу відбувається семінар, на якому детально аналізується кожна ситуація та помилка.

### Міжнародне визнання
За організацію міжнародної діяльності й успішне налагодження плідних контактів з європейськими та американськими медичними закладами і, таким чином, сприяння європейській та євроатлантичній інтеграції України у вересні 2006 року Тернопільський державний медичний університет імені І. Я. Горбачевського було нагороджено дипломом Міжнародної академії рейтингових технологій і соціології «Золота фортуна».
Номінаційний комітет Європейської бізнес-асамблеї (м. Оксфорд, Велика Британія) та Вчена рада Міжнародного університету м. Відня (Австрія) удостоїли Тернопільський державний медичний університет імені І. Я. Горбачевського міжнародної нагороди «Європейська якість», яка була вручена 22 вересня 2008 року у м. Барселона (Іспанія) у рамках міжнародної зустрічі лідерів науки і культури «Euro Education-2008».

## Виховна та громадська робота

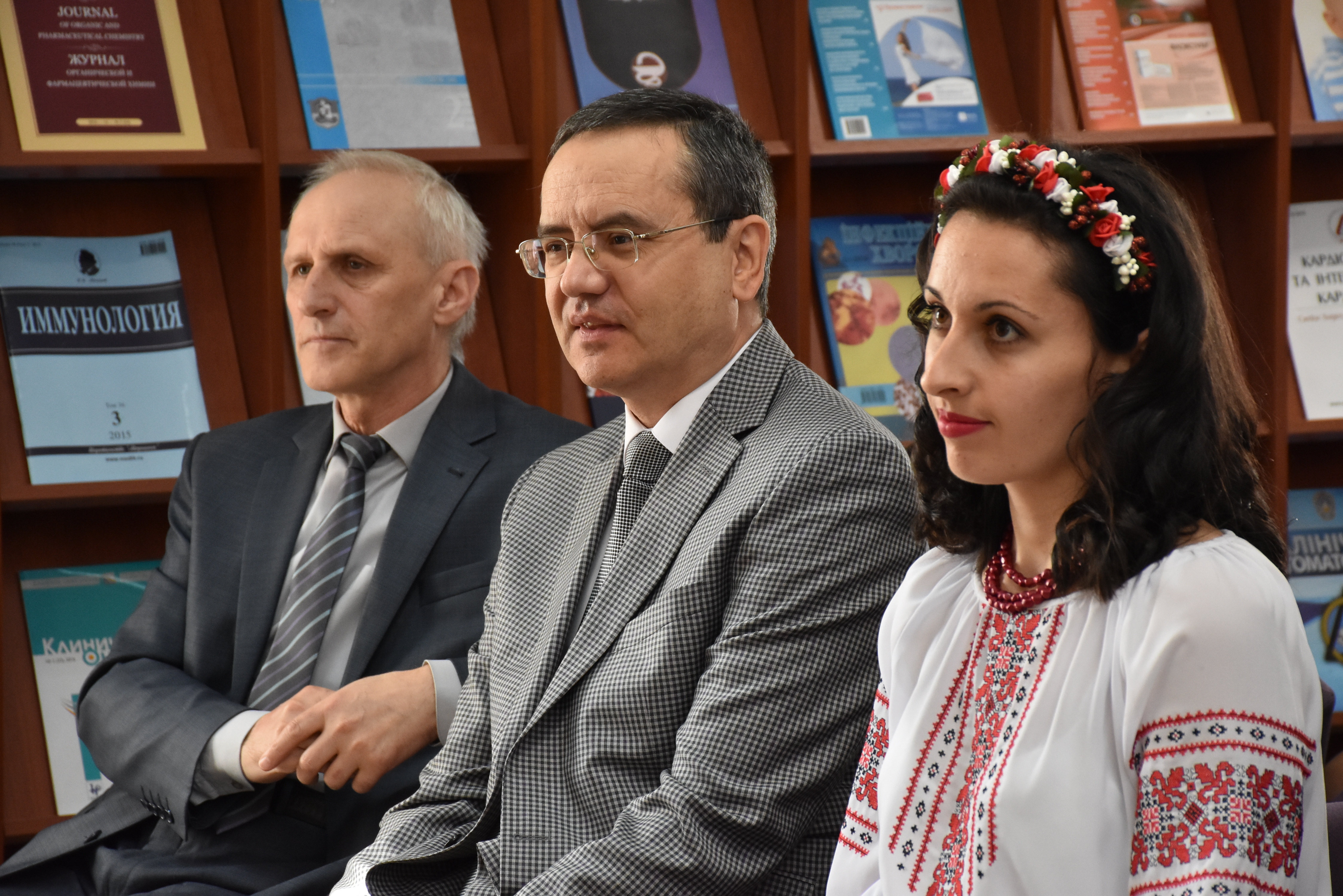
День бібліотеки ТДМУ

З 1973 року розпочав діяльність клуб інтернаціональної дружби «Горизонт», який значну увагу приділяв військово-патріотичному вихованню. У 1982 році вперше у Тернопільській області та Сургуті сформовано загони безкорисливої праці: «Медик», «Комсомолець» та «Романтик». З 1983 року діяв клуб естетичного виховання «Гармонія», який проводив тематичні вечори обговорення книг, музичних творів та витворів образотворчого мистецтва, прослуховування музики. Відбувалися зустрічі з письменниками та артистами, влаштовувалися виставки робіт художників. Активно функціонувала спортивна галузь. У 80-х роках було підготовлено 4 майстри спорту, 41 кандидат у майстри спорту, 157 спортсменів I розряду. У ці роки інститут посідав III—IV місця на спартакіаді медичних закладів України. У 1990 році в інституті було створено осередок Народного руху України, а також інститутську організацію товариства української мови імені Т. Шевченка.
З 2004 року за сприяння професора університету Я. І. Гонського в музеї-садибі вченого у с. Зарубинці щороку проводять Горбачевські читання та екскурсії. З 2011 року за ініціативи студента медичного факультету Б. Куліковського з метою виховання поваги й любові до рідної землі та українських традицій щорічно проводяться спортивно-мистецькі змагання «День козацької слави». З 2011 року з нагоди Дня боротьби з цукровим діабетом щороку понад 50 студентів-волонтерів організовують секцію «Об'єднаємося у боротьбі з цукровим діабетом».
У 2015 році створено центр виховної роботи та культурного розвитку та за ініціативи ректора університету М. М. Корди з метою відзначення кращих студентів запроваджено конкурс «Кращий студент ТДМУ» у номінаціях: «За активну громадянську позицію», «За активну волонтерську діяльність», «За відмінні успіхи у навчанні», «За вагомі досягнення в науковій роботі», «За вагомі досягнення в розвитку культури» та «За вагомі досягнення у спорті».
У 2015 році на базі навчально-оздоровчого комплексу університету «Червона калина» реалізовано програму «Схід і Захід разом», у якій взяли участь понад 20 студентів Луганського і Донецького медичних вищих навчальних закладів. Також у 2015 році у межах проекту «Повернемо щасливе дитинство онкохворим дітям» в університеті започатковано акцію «Скринька хоробрості» та «Живий банк крові».
У 2016 році науково-краєзнавчий гурток університету «Терполяни» відсвяткував 5 років із початку своєї діяльності.
У 2016 році започатковано проект «Духовні зустрічі», у межах якого проводяться бесіди на такі теми: «Як поєднувати принципи духовного життя у лікарській практиці», «Як знайти гармонію у житті?», «Що потрібно для щастя?».
5 жовтня 2017 року в університетській бібліотеці відбулася презентація українсько-індійської розмовної школи «Прамова», головною метою якої є надати можливість вивчати гінді від носіїв цієї мови — індійських студентів.
30 листопада 2017 року відбулося відкриття Клубу української мови та культури в приміщенні бібліотеки ТДМУ.
Це постійно діючий креативний простір духовно-інтелектуальної комунікації студентів, який має чотири функціональні площини: розмовний клуб, культурологічні студії, інтелектуальне дозвілля та авторські майстер-класи.
Навесні 2018 року відкрили сучасну тренажерну залу. Вона обладнана найновішими силовими тренажерами, а також кардіотренажерами. Крім того облаштовано кімнату відпочинку, де є нагода випити чаю та поспілкуватися.

## Випускники університету
Всього за роки існування університету випущено 23700 вітчизняних та 2360 іноземних спеціалістів, на факультеті післядипломної освіти пройшли підвищення кваліфікації близько 40 тисяч спеціалістів, які працюють в усіх регіонах України і за кордоном. Понад 600 випускників університету стали кандидатами медичних наук, понад 100 — докторами медичних наук, професорами.
Відомі випускники:
- професор Леонід Ковальчук — член-кореспондент НАМН України, колишній ректор ТДМУ;
- професор Михайло Корда — нинішній ректор вишу;
- професор Михайло Андрейчин — член-кореспондент НАМН України, завідувач кафедри інфекційних хвороб ТДМУ;
- професор Іван Чекман — член-кореспондент Національної Академії наук і член-кореспондент НАМН України, завідувач кафедри фармакології з курсом клінічної фармакології Національного медичного університету імені О. О. Богомольця;
- професор Віталій Цимбалюк — член-кореспондент НАМН України, заступник директора Інституту нейрохірургії імені Ромоданова НАМН України, завідувач кафедри нейрохірургії Національного медичного університету імені О. О. Богомольця;
- професор Віктор Шафранський — виконувач обов'язків Міністра охорони здоров'я України у 2016 році, професор кафедри Національного медичного університету імені О. О. Богомольця

Багато випускників стали заслуженими лікарями України, організаторами охорони здоров'я — завідувачами відділень, заступниками і головними лікарями лікарень різних рівнів, заступниками і начальниками міських і обласних управлінь охорони здоров'я. Заступниками Міністра охорони здоров'я України працювали Віктор Весельський і Сергій Шевчук, а Володимир Мальцев — заступником Міністра і Міністром охорони здоров'я України.
17 жовтня 2015 р. на установчих зборах, у яких взяв участь 171 випускник вишу, засновано громадську організацію «Асоціація випускників Тернопільського державного медичного університету імені І. Горбачевського». Головою Асоціації обрано Михайла Корду, правління у складі Дмитра Берегового, Юлії Забігайло, Олега Кота, Ростислава Левчука, Ігоря Мисули, Анатолія Паламарчука, Наталії Потіхи, Василя Файфури, Лариси Федонюк, Дарії Чубатої та членів ревізійної комісії Ореста Березовського, Лесю Герасимюк та Неонілу Корильчук.

## Досягнення
За підсумками рейтингової оцінки всіх видів діяльності та державного тестування за системою «Крок» університет постійно посідає провідні місця серед вищих медичних навчальних закладів України.
У 2017 році університет посів 7 місце серед вишів України і 1 місце серед медичних вишів України в рейтингу міжнародного освітнього порталу «4 International Colleges & Universities», світовий рейтинг —
3612.
У 2020 році Тернопільський національний медичний університет увійшов у категорію закладів вищої освіти з найнижчим показником ризику, що свідчить про високий рівень надання освітніх послуг і здійснення внутрішнього контролю якості освіти. Це єдиний в Україні медичний виш. який увійшов у перелік ЗВО з найнижчими ризиками.

### Відзнаки і нагороди
- Сертифікат і гравертон міжнародного стандарту ISO 9001:2015 (управління якістю) за здійснення освітньої та наукової діяльності відповідно до вимог міжнародних стандартів (2017)[84]
- Медаль Національної академії медичних наук України (2017).[85][86]
- «Відзнака Національної медичної академії післядипломної освіти імені П. Л. Шупика» (2017).[87]
- Грамота Верховної Ради України (2017).[88]
- Грамота Верховного Архієпископа Києво-Галицького УГКЦ Святослава (2017)[89]
- Інші грамоти, подяки, дипломи[90]

- 2025 — один із 61 українських ВНЗ у списку найкращих університетів світу за версією SCImago Institutions Rankings (Іспанія)[91]

## Символіка
Університет та факультети мають свої герби. 2017 року до 60-річчя написано новий гімн університету. За час існування вишу до ювілеїв та інших пам'ятних дат випускалися значки та медалі. Перший такий пам'ятний знак випустили 1982 року до 25-річчя медичного інституту.